# حسن كوثر
حسن كوثر رضا (1942-2015)، أديب، وصحفي، ومؤلف، ومترجم، تركماني، عراقي.

## ولادته ونشأته
ولد حسن كوثر في محلة تسن القديمة بمدينة كركوك عام 1361هـ/ 1942م، وأكمل دراستهُ الأولية في الكتاتيب ودخل المدرسة الابتدائية في كركوك عام 1950م، ثم المرحلة المتوسطة في المتوسطة الغربية للبنين ببغداد عام 1956م، وبعدها التحق بدار المعلمين في بغداد عام 1960، وتخرج منها عام 1962، وفي عام 1963م عين معلماً في إحدى القرى في محافظة ذي قار جنوب العراق. وفي عام 1964م نقل إلى إحدى المدارس في قرى محافظة كركوك، وبعدها سافر إلى تركيا لمواصلة دراستهِ وحصل على شهادة دبلوم في الصحافة من جامعة بكلنت التركية.
وعمل في مهنة الصحافة، وشغل منصب مدير تحرير مجلة آفاق كركوك التربوية الصادرة من مديرية تربية كركوك. ولقد تولى مهام إدارة تحرير مجلة توركمن أيلي.

## الجمعيات
- رئيس أتحاد الأدباء والكتاب التركمان في العراق.
- عضو الاتحاد العام للأدباء والكتاب العراقيين.
- عضو نقابة الصحفيين العراقيين.
- عضو نقابة الصحفيين العرب.
- عضو منظمة كتاب بلا حدود / الشرق الأوسط.

## من أهم انجازاته
كانت للأديب حسن كوثر العديد من المشاركات والجوائز، حيث شارك في العديد من المهرجانات الشعرية والمسابقات ونال الجوائز والمراتب متقدمة فيها، ومنها:
- الفائز الثاني بمسابقة الشعر التي أقامها نادي المعلمين في كركوك عام 1971.
- الفائز الثاني بمسابقة الشعر التي نظمتها جمهورية أذربيجان ومنظمة ايلاسلام التركية في العاصمة أنقرة وبمشاركة 600 شاعر.
- الفائز الأول بمسابقة الثقافة بوابة السلام المقامة للشعر برعاية منظمة كتاب بلا حدود / الشرق الأوسط عام 2011.
- الفائز الأول في المسابقة التي نظمها تلفزيون كركوك.
- الفائز الأول في المسابقة الشعرية التي نظمتها جمعية الشعراء الشعبيين.
- الفائز الثاني في المسابقة الكبرى التي نظمتها مجلة الكوثر في المواضيع الثقافية.
- الفائز الثاني في المهرجان الشعري الرضوي الذي أقيم في مدينة أروميا بأيران والذي شارك فيهِ أكثر من 100 شاعر من مختلف الدول.

### من مؤلفاته
كانت لديهِ الكثير من الروايات والكتب المطبوعة وأصدر أكثر من قاموس ومعجم (تركي-عربي) مدرسي بالاشتراك مع نخبة من الأدباء والكتاب، وقدم أكثر من تحقيق ومراجعة لمجموعة من مؤلفات الأدباء في مدينة كركوك. ومن مؤلفاتهِ المطبوعة:
- الجديد في أصول الألقاء وقواعد التجويد، صدر عام 2011.
- الأوراق المتساقطة، (مجموعة شعرية)، طبعت عام 1971.
- ملحمة شعرية عن مدينة تسين الشهيدة بجزئين طبعت في عامي 1995 و1999.
- دراسة عن الشاعر جلال رضا أفندي، عام 2000.
- نماذج من التراث الشعبي لمدينة تسين، طبع في عام 2001.
- القنديل، (مجموعة قصصية)، صدرت عام 2001
- أناشيد كربلائية، (مجموعة شعرية)، عام 2001
- ترانيم المساء، (مجموعة شعرية)، عام 2001
- القارب، (قصص قصيرة)، كتبت عام 2008، وطبعت عام 2010 على نفقة وزارة الثقافة بمناسبة أختيار كركوك عاصمة للثقافة العراقية.
- نماذج وصور، (مقالات عربية)، طبع عام 2011.
- طيور الشمس، (قصائد تركمانية)، عام 2013.
- المزامير (قصائد تركمانية)، صدرت على خمسة أجزاء لم تنشر في حياته.

## وفاته
توفى حسن كوثر في يوم الأربعاء 19 جمادى الآخرة 1436هـ/ 8 نيسان 2015م.